# Омежник водный
Омежник водный, или Омежник водяной (лат. Oenanthe aquatica) — двулетнее ядовитое растение, вид рода Омежник (Oenanthe) семейства Зонтичные (Apiaceae).

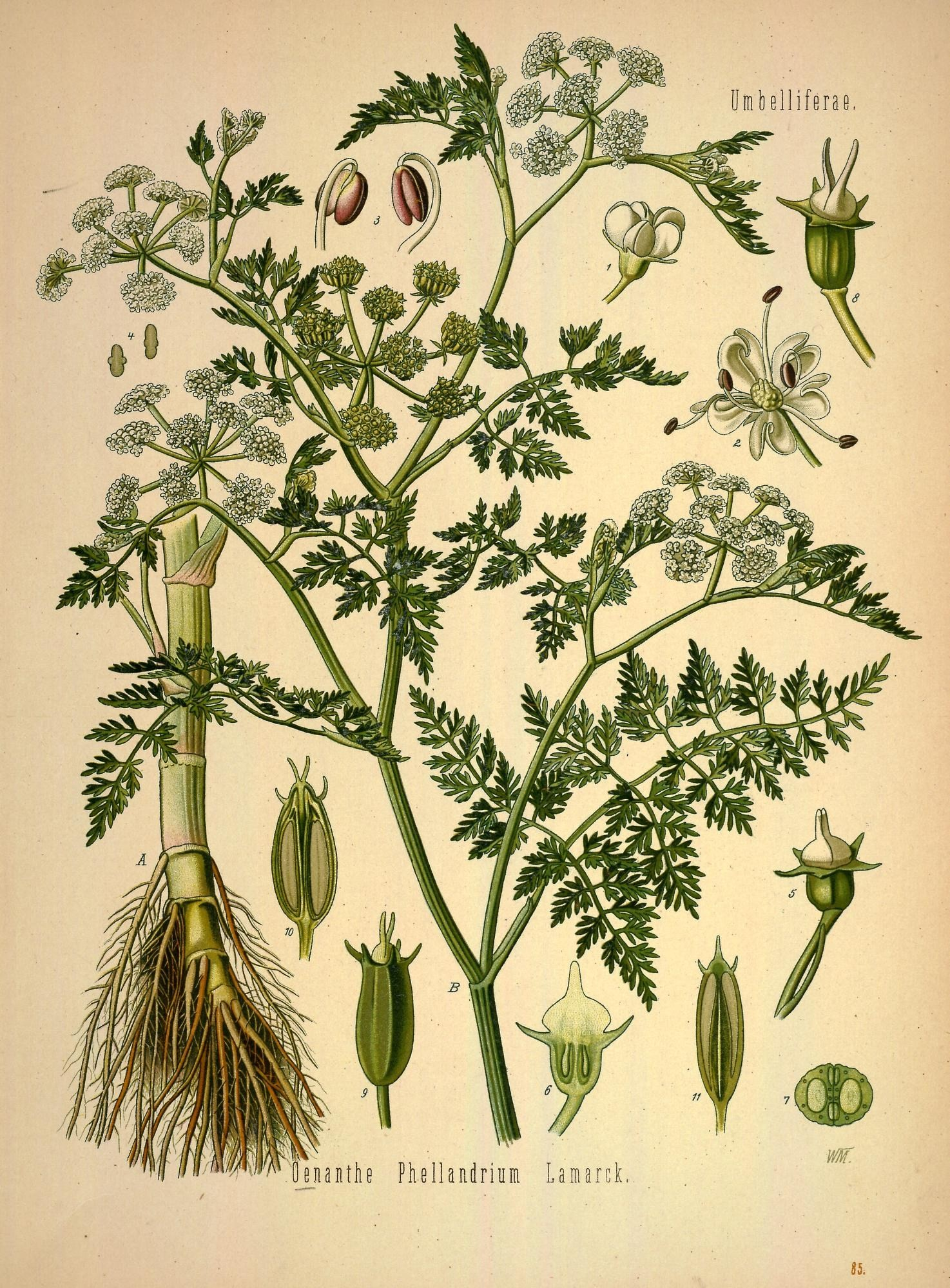

## Ботаническое описание
Растение высотой 40—150 см с нитевидными корнями и ветвистым стеблем. Стебли голые, ребристые от основания полые. Листья дважды и трижды перистонадрезанные. Подводные листья рассечены на длинные нитевидные доли. Цветки мелкие, белые, собраны в сложные зонтики. Цветёт в июне-сентябре. Плоды созревают в августе-сентябре.

## Местообитание
Растёт по болотам, берегам рек, озёр, прудов, на топких лугах.

## Химический состав
Растение содержит неизученное смолоподобное вещество энантотоксин (близок по действию к цикутоксину веха ядовитого). В семенах содержится до 1,5-2,5 % эфирного масла, в составе которого имеется ядовитый терпен фелландрен. В плодах находится до 20 % жирного масла и 4 % смолистых веществ.

## Классификация

### Таксономия[2]
Oenanthe aquatica (L.) Poir., 1798, Encycl. 4: 530
Вид Омежник водный относится к роду Омежник (Oenanthe) семейства Зонтичные (Apiaceae) порядка Зонтикоцветные  (Apiales). Кладограмма в соответствии с Системой APG IV:
|  |                                      |  |                                   |                                   |                     |  | ещё 6 семейств | ещё 6 семейств |                |  |  |  | ещё 32 подтвержденных вида, и 21 в статаусе непроверенных |
|  |                                      |  |                                   |                                   |                     |  | ещё 6 семейств | ещё 6 семейств |                |  |  |  | ещё 32 подтвержденных вида, и 21 в статаусе непроверенных |
|  |                                      |  |                                   | порядок Зонтикоцветные            |                     |  |                |                | род Омежник    |  |  |  |                                                           |
|  |                                      |  |                                   | порядок Зонтикоцветные            |                     |  |                |                | род Омежник    |  |  |  |                                                           |
|  | отдел Цветковые, или Покрытосеменные |  |                                   |                                   | семейство Зонтичные |  |                |                | Омежник водный |  |  |  |                                                           |
|  | отдел Цветковые, или Покрытосеменные |  |                                   |                                   | семейство Зонтичные |  |                |                |                |  |  |  |                                                           |
|  |                                      |  | ещё 63 порядка цветковых растений | ещё 63 порядка цветковых растений |                     |  |                | ещё 447 родов  | ещё 447 родов  |  |  |  |                                                           |
|  |                                      |  |                                   | ещё 63 порядка цветковых растений |                     |  |                |                | ещё 447 родов  |  |  |  |                                                           |

### Синонимы
- Ligusticum phellandrium  Crantz
- Oenanthe aquatica var. batrachiifolia  A.A.Bobrov
- Oenanthe gigantea  Zumagl.
- Oenanthe phellandrium  Lam.
- Phellandrium aquaticum  L.
- Phellandrium montanum  S.G.Gmel.
- Selinum phellandrium  E.H.L.Krause